# Джексон, Колин (легкоатлет)
Ко́лин Рэй Дже́ксон CBE (англ. Colin Ray Jackson; род. 18 февраля 1967 года) — валлийский легкоатлет. Серебряный призёр Олимпийских игр 1988 года на дистанции 110 метров с барьерами, трёхкратный чемпион мира и 7-кратный чемпион Европы. Бывший рекордсмен мира на дистанции 110 м с барьерами с результатом 12,91 и бывший рекордсмен мира на дистанции 60 метров с барьерами с результатом 7,30 и действующий рекордсмен Европы на 110 метров с барьерами. Один из лучших барьеристов в истории.
Колин родился в Кардиффе, Уэльс. Имеет ямайские, таинские и шотландские корни. Учился в начальной школе Birchgrove и средней школе Llanedeyrn.
Первый успех на международной арене пришёл в 1986 году, когда он выиграл чемпионат мира среди юниоров на дистанции 110 метров с барьерами. Дебютировал на Олимпийских играх 1988 года, где выиграл серебряную медаль на 110 метров с/б. Из-за травмы занял только седьмое место на Олимпиаде 1992 года в Барселоне. В 1993 году на чемпионате мира в Штутгарте стал обладателем золотой медали с новым мировым рекордом 12,91. Этот рекорд простоял почти 13 лет, пока его не побил китайский барьерист Лю Сян на Олимпийских играх 2004 года.
Серебряный призёр чемпионата мира 1993 года в эстафете 4×100 метров в составе сборной Великобритании. Четырёхкратный чемпион Европы на дистанции 110 м с/б и трёхкратный чемпион на дистанции 60 м с/б. На Олимпийских играх 1996 года занял четвёртое место, на Олимпиаде в Сиднее занял пятое место.

## Личная жизнь
В 2017 году спортсмен совершил каминг-аут, признавшись в гомосексуальной ориентации.